# クロスベルトソーター

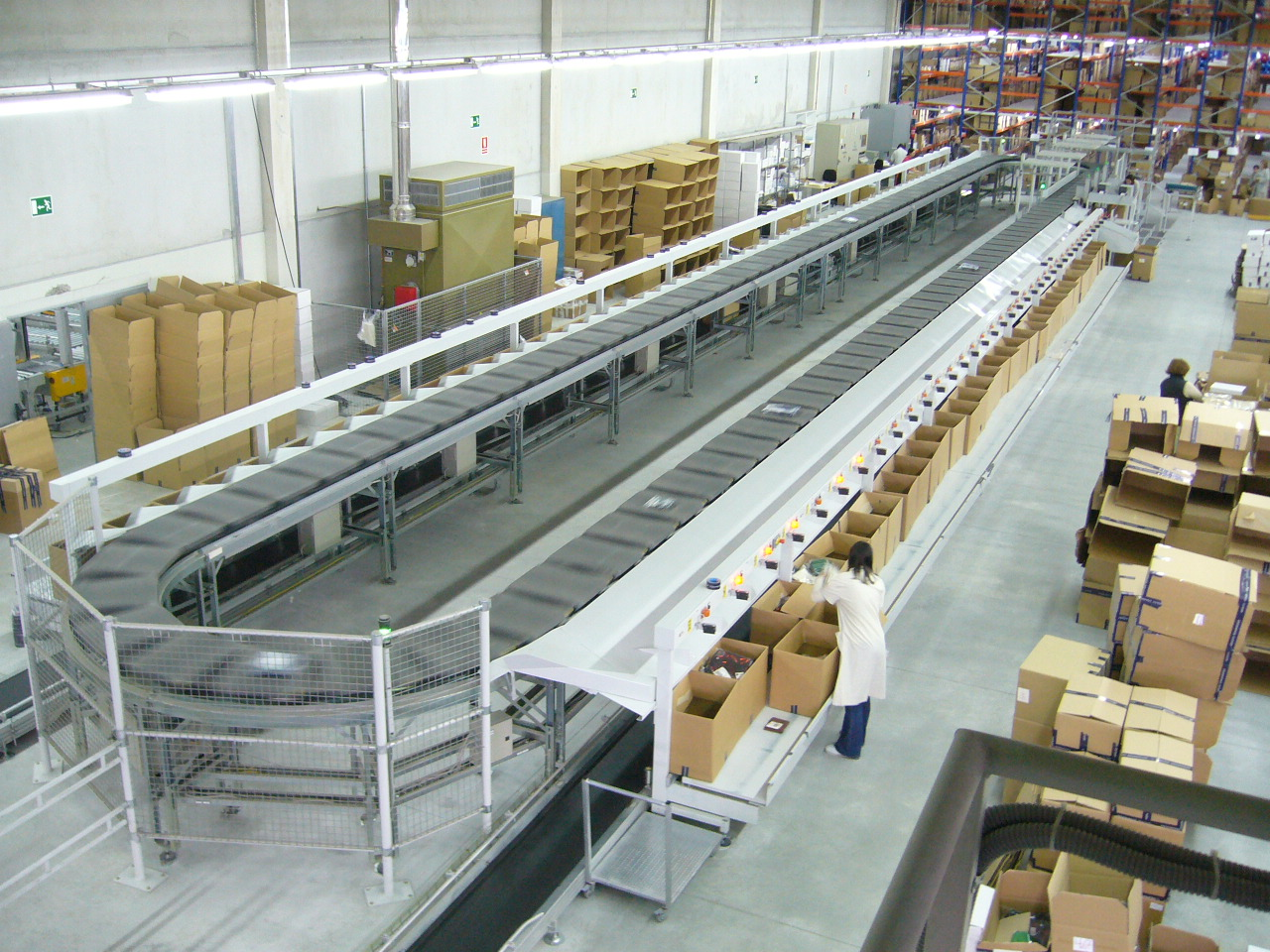
物流倉庫で稼働するクロスベルトソーター

クロスベルトソーター（英: Cross belt sorter）は、宅配便の拠点などで使われる仕分け機の一種である。

## 構造
メインのベルトコンベア上に「セル」と呼ばれる小型のベルトコンベアが隊列を組むように設置され、それぞれのセルに一つずつ荷物が載せられる。セルはメインのベルトコンベアとは直角方向に独立して動く。荷物はセンサにより大きさや目的地が自動的に判別され、目的となるシューターに到達するとセルが動き、荷物がシューターへと運ばれる。
回転寿司のレーンのように水平方向に循環するタイプと、動く歩道のように終端部で装置裏面に回り込む「バーチカルタイプ」とがある。前者はシューターが満杯の場合に荷物をソーター上に循環させておくことが可能、搬送面を低くでき係員が無理のない姿勢で作業できる特徴がある。後者には、構造がシンプルで設置面積が小さくて済む利点がある。